# The Monster of Piedras Blancas
The Monster of Piedras Blancas  è un film statunitense del 1959 diretto da Irvin Berwick.

## Trama
Nella cittadina costiera di Piedras Blancas, Sturges è il guardiano del faro. Sturges è molto superstizioso e preoccupato per la sicurezza della sua giovane figlia adolescente Lucy. Sturges è solito lasciare cibo per un mostro marino di nome Eddie, che vive in una grotta vicina. La gente del posto lo disprezza. I locali cominciano poi a trovare sulla spiaggia corpi di persone uccise dal mostro.

## Produzione
Il film fu prodotto da Vanwick Productions e diretto da Irvin Berwick, girato a Cayucos (circa 30 miglia a sud della reale Piedras Blancas) e nella Point Conception Lighthouse di Lompoc, in California Influenzato da Il mostro della laguna nera (1954), il film fu prodotto da Jack Kevan, che aveva supervisionato personalmente la manifattura del costume del mostro.

## Distribuzione
Il film fu distribuito negli Stati Uniti nel 1959 dalla Filmservice Distributors Corporational cinema e dalla Rhino Home Video per l'home video nel 1985 (per la serie di VHS "Saturday Night Shockers Vol. 4").

## Promozione
Le tagline sono:
- "Man-monster from the slimy deaths!".
- "He preys on human flesh!".
- "The fiend that walks Lovers' Beach!".

## Critica
Secondo MyMovies (Fantahorror) il film è l'"ennesima storia sul mostro marino" che sembra un "parente prossimo del gill-man de Il mostro della laguna nera".

## Parodia
The Monster of Piedras Blancas è stato parodiato nel 2005 in The Naked Monster, diretto da Ted Newsom.